# 史氏鹦嘴鱼
史氏鹦嘴鱼（学名：Scarus schlebeli）为鹦嘴鱼科鹦嘴鱼属的鱼类，俗名史氏鹦哥鱼。分布于中西太平洋、台湾岛等。该物种的模式产地在苏拉威西岛。